# مجلس الأمة الأردني
مجلس الأمة الأردني هو مجلس برلماني وطني أردني، أنشئ بموجب الدستور للعام 1952 يمثل هذا المجلس السلطة التشريعية في البلاد ويتألف من مجلسين، هما: مجلس الأعيان و‌مجلس النواب.
يتكون مجلس الأعيان من 65 عضواً، وجميعهم يتم تعيينهم مباشرة من قبل الملك، في حين يضم مجلس النواب 130 عضواً منتخباً من قبل الشعب، من ضمنها تسعة مقاعد محفوظة للمسيحيين، وثلاثة للأقليات الشركسية و‌الشيشانية، وخمسة عشر مقعداً للنساء (كوتا). مدة العضوية في كلا المجلسين هي أربع سنوات.
يقوم النظام السياسي الأردني على مبدأ الفصل بين السلطات الثلاث (التنفيذية، التشريعية، القضائية ) وقد حدد الدستور الأردني مهام ووظائف هذه السلطات، بحيث تمارس كل سلطة مهامها دون التدخل في مهام السلطات الأخرى وتكون العلاقة بين هذه السلطات تشاركيه قائمة على التوازن والتكامل، فالسلطة التشريعية لها حق الرقابة على أعمال السلطة التنفيذية ومسائلتها، ومن ناحية أخرى يحق للسلطة التنفيذية اقتراح مشاريع القوانين وحق إصدار قوانين مؤقتة عند الضرورة.

## تكوين مجلس الأمة
يتألف مجلس الأمة من مجلسين هما: مجلس الأعيان ومجلس النواب.

### مجلس الأعيان
- رئاسة المجلس : يعين رئيس مجلس الأعيان من قبل الملك، وتبلغ مدة رئاسة المجلس سنتان ويجوز إعادة تعيينه.
- أعضاء المجلس : يعين أعضاء مجلس الأعيان من قبل الملك ضمن شروط خاصة حددها الدستور، ويتألف مجلس الأعيان بما فيه الرئيس من عدد لا يتجاوز نصف عدد أعضاء مجلس النواب.
- مدة العضوية : مدة العضوية في مجلس الأعيان أربع سنوات ويجوز إعادة تعيين من انتهت مدة عضويته منهم.
- اجتماعات المجلس : يعقد مجلس الأعيان اجتماعاته عند اجتماع مجلس النواب وتكون أدوار الانعقاد واحدة للمجلسين، وفي حالة حل مجلس النواب توقف جلسات مجلس الأعيان.

### مجلس النواب
- رئاسة المجلس : ينتخب مجلس النواب في بدء الدورة العادية رئيسا له لمدة سنتين شمسيتين ويجوز إعادة انتخابه
- أعضاء المجلس : يتألف مجلس النواب من أعضاء منتخبين انتخاباً عاماً سرياً ومباشراً وعدد أعضاءه بما فيهم الرئيس (130) عضواً.
- مدة المجلس : تبلغ مدة مجلس النواب أربع سنوات شمسية تبدأ من تاريخ إعلان نتائج الانتخابات العامة في الصحيفة الرسمية ويحق للملك أن يمدد مدة المجلس لمدة لا تقل عن سنة ولا تزيد عن سنتين.
- اجتماعات المجلس : تنعقد اجتماعات مجلس النواب على عدة دورات وهي ثلاثة أنواع:

1. الدورة العادية: حيث يعقد المجلس في كل سنة شمسية من عمره دورة عادية واحدة مدتها أربعة شهور تبدأ من اليوم الأول من شهر تشرين الأول وبدعوة من الملك ويجوز إرجاء أو تمديد الدورة العادية بإرادة ملكية ضمن شروط معينة حددها الدستور.
2. الدورة الاستثنائية: تعقد الدورة الاستثنائية بناء على دعوة من الملك أو بطلب من الأغلبية المطلقة لمجلس النواب عند الضرورة، ولمدة غير محددة لكل دورة من اجل إقرار أمور معينة تشمل مناقشة قوانين وأية قضايا هامة أخرى وفي جميع الأحوال تنحصر صلاحيات المجلس التشريعية والرقابية في حدود ما ورد في الإرادة الملكية السامية التي تصدر لهذه الغاية.
3. الدورة غير العادية: تعقد الدورة غير العادية في حالة حل مجلس النواب حيث يجب إجراء انتخاب عام بحيث يجتمع المجلس الجديد في دورة غير عادية بعد تاريخ الحل بأربعة أشهر على الأكثر وتعتبر هذه الدورة كالدورة العادية وفق أحكام الدستور وتشملها شروط التمديد والتأجيل، كما انه لا يجوز أن تتجاوز هذه الدورة غير العادية في أي حال يوم (30) أيلول وتفض في التاريخ المذكور ليتمكن المجلس من عقد دورته العادية الأولى في أول شهر تشرين الأول وإذا حدث أن عقدت الدورة غير العادية في شهري تشرين الأول وتشرين الثاني فتعتبر عندئذ أول دورة عادية لمجلس النواب وفقاً لأحكام المادة (73) من الدستور.

## وظائف مجلس الأمة

### الوظيفة التشريعية
تمر العملية التشريعية في ثلاث مراحل تتمثل في صياغة مشاريع القوانين ومناقشتها ومن ثم إصدارها، ويمارس مجلس الأمة مهامه التشريعية من خلال وظيفتين أساسيتين هما: اقتراح مشاريع القوانين وإقرار مشاريع القوانين الواردة من السلطة التنفيذية، حيث تنحصر سلطة مجلس الأمة بحق قبول المشاريع أو رفضها أو تعديلها.

### الوظيفة الرقابية
يمارس مجلس الأمة دوراً رقابياً على أعمال السلطة التنفيذية من ناحية أدائها للاختصاصات المخولة لها بحكم الدستور، فرئيس الوزراء والوزراء مسئولون أمام مجلس الأمة عن السياسة العامة للدولة ويمارس مجلس الأمة اختصاصاته الرقابية من خلال الوسائل الرقابية الخاصة التي حددها الدستور الأردني من أجل تمكين أعضاء مجلس الأمة بمتابعة ومراقبة سير البرامج الحكومية وهذه الوسائل هي:
1. طرح الثقة: تطرح الثقة بالوزارة أو بأحد أعضاءها أمام مجلس النواب فإذا قرر المجلس عدم الثقة بالوزارة بالأكثرية المطلقة من مجموع عدد أعضائه وجب عليها أن تستقيل، وإذا كانت عدم الثقة بالوزير وجب عليه الاستقالة.
2. التحقيـق: وهو من الوسائل الرقابية المهمة ويقصد به الوصول إلى معرفة أمور معينة من خلال تشكيل لجان خاصة من أعضاء المجلس. ويتم من خلال اللجان جمع المعلومات المطلوبة بخصوص الموضوع الذي يراد الوقوف على حقيقته.
3. طلب المناقشة: ويمكن من خلالها الوقوف على الحقيقة وتبادل الرأي حول موضوع معين مع الحكومة لكشف الحقيقة أو للاطلاع على سياسة الحكومة تجاه ذلك، وللحكومة أيضاً حق طلب المناقشة مع البرلمان بقصد اطلاع المجلس على سياساتها في موضوع معين.
4. إبداء الرغبة: ويقصد به تكليف الحكومـة بالقيام بعمل معين أو اتخاذ خطة معينة وهي حق للمجلس بالإشراف العام على شؤون الدولة ومراقبة سياسة الحكومة.
5. سماع العرائض والشكاوى: حيث يحق لكل أردني أن يرفع إلى المجلس عريضة فيما له صلة بالشؤون العامة أو شكوى فيما ينوبه من أمور شخصية.
6. السؤال: وهو من الأساليب التي يقصد منها معرفة أمر مجهول، أو الاستيضاح من الحكومة عن نيتها بمعالجة أمر ما، أو لفت انتباهها إلى أمر معين. ويعتبر السؤال حقاً شخصياً للسائل سواء كان من أعضاء مجلس النواب أو من أعضاء مجلس الأعيان.
7. الاستجواب والاتهام: الاستجواب هو محاسبة الوزراء أو أحدهم على تصرف له في شأن من الشؤون العامة. في حين أن الاتهام يكون باتهام الوزراء من قبل مجلس النواب، ولا يصدر قرار الاتهام إلا بأغلبية ثلثي أصوات أعضاء مجلس النواب.[4]

### الرقابة الدستورية
بعد صدور تعديل الدستور لعام 2011 والذي نص على إنشاء المحكمة الدستورية عوضاً عن المجلس العالي لتفسير الدستور، أقر الدستور في المادة (60) من الفصل الخامس أن لمجلس الأمة حق الرقابة على دستورية القوانين والانظمة النافذة .
وبالإضافة إلى اختصاصات مجلس الأمة الرقابية والتشريعية فهو يقوم أيضا بإقرار مشروع قانون الموازنة العامة للدولة والرقابة على فرض الضرائب وعقود الامتياز.

## وصلات خارجية
- مجلس الامة المملكة الأردنية الهاشمية
- Parliament of Jordan نسخة محفوظة 2 أبريل 2018 على موقع واي باك مشين.
- House of Representatives
- Senate
- Sculptor Annette Yarrow on being commissioned to produce a statue for the Jordanian Parliament building